# Einwortsatz
Über einen Einwortsatz äußern sich Kinder, die in der Frühphase des Spracherwerbs stehen, mit einem einzigen Wort. Die Äußerung erfüllt hierbei die Funktion einer sprachlichen Handlung, wie an Intonation und Handlungskontext erkennbar ist.
Die Ausbildung eigentlicher Sätze, die zumindest zweigliedrig sind, folgt im kindlichen Spracherwerb nach der holophrastischen Phase, die sich des Einwortsatzes bedient. 

## Beispiele
- Mögliche Bedeutungen des Einwortsatzes „Teddy“:
  - „Ich möchte den Teddy haben!“
  - „Wo ist mein Teddy?“
  - „Das ist mein Teddy!“